# Тапоа
Тапоа (фр. Tapoa) — одна из 45 провинций Буркина-Фасо. Входит в состав Восточной области. Административный центр провинции — город Диапага. Площадь провинции составляет 14 594 км².

## Население
По данным на 2013 год численность населения провинции составляла 451 647 человек.
Динамика численности населения провинции по годам:
| 1996    | 1997    | 2005    | 2006    | 2013    |
| ------- | ------- | ------- | ------- | ------- |
| 234 968 | 235 288 | 296 406 | 341 782 | 451 647 |

## Административное деление
В административном отношении подразделяется на 8 департаментов:
- Боту
- Диапага
- Канчари
- Логобу
- Намуну
- Партиага
- Тамбага
- Тансарга